# Carlos Bautista Ojeda
Carlos Bautista Ojeda (Linares, província de Jaén, 8 de gener de 1959) és un metge, polític i artista andalús. Es llicencià en Medicina a la Universitat de Granada va fer una postllicenciatura en Ciències Morfofuncionals de l'Esport a la Universitat de Còrdova. També és màster en Alta Direcció i gestió d'empreses Esportives per la Universitat Complutense de Madrid i el Comitè Olímpic Espanyol.
Simultàniament, milita al nacionalisme andalús des de començaments del 1980. És secretari de relacions exteriors del Partit Andalusista, amb el que fou escollit regidor de Linares. Fou elegit diputat per Coalició Europea a les eleccions al Parlament Europeeu de 1999, ocupant l'escó fins a juliol de 2003. De 1999 a 2003 fou membre del grup Verds-Aliança Lliure Europea del Parlament Europeu, així com de la Comissió d'Agricultura i Desenvolupament Rural i de la Delegació per a les Relacions amb els Països del Magrib i la Unió del Magrib Àrab. El 1998 fou nomenat director de l'Institut Andalús de l'Esport i més tard Delegat de la Conselleria de Turisme i Esport de la Junta d'Andalusia.
Es presentà com a candidat a les eleccions al Parlament Europeu de 2009, però no fou escollit. Ha destacat en la defensa dels drets del col·lectiu LGBT Actualment treballa com a metge de Família del Servei Andalús de Salut a Màlaga. També ha destacat com a pintor, i ha exposat a les sales Eduma de Linares, Espacio Tres de Màlaga i ArtJaén 2007.